# العلاقات الأفغانية الفيجية
العلاقات الأفغانية الفيجية هي العلاقات الثنائية التي تجمع بين أفغانستان وفيجي.

## مقارنة بين البلدين
هذه مقارنة عامة ومرجعية للدولتين:
| وجه المقارنة                                              | أفغانستان                    | فيجي                                                                 |
| --------------------------------------------------------- | ---------------------------- | -------------------------------------------------------------------- |
| المساحة (كم2)                                             | 652.23 ألف                   | 18.27 ألف                                                            |
| عدد السكان (نسمة)                                         | 34.94 مليون                  | 915.30 ألف                                                           |
| الكثافة السكانية (ن./كم²)                                 | 53.57                        | 50.1                                                                 |
| العاصمة                                                   | كابل                         | سوفا                                                                 |
| اللغة الرسمية                                             | اللغة البشتوية، اللغة الدرية | لغة إنجليزية، اللغة الفيجية، اللغة الفيجي الهندية، اللغة الهندستانية |
| العملة                                                    | أفغاني                       | دولار فيجي                                                           |
| الناتج المحلي الإجمالي (بليون دولار)                      | 20.82 مليار                  | 5.06 مليار                                                           |
| الناتج المحلي الإجمالي (تعادل القوة الشرائية) بليون دولار | 62.62 مليار                  | 8.32 مليار                                                           |
| الناتج المحلي الإجمالي الاسمي للفرد دولار أمريكي          | 594                          | 4.96 ألف                                                             |
| الناتج المحلي الإجمالي للفرد دولار أمريكي                 | 1.93 ألف                     | 8.79 ألف                                                             |
| مؤشر التنمية البشرية                                      | 0.479                        | 0.727                                                                |
| رمز المكالمات الدولي                                      | +93                          | +679                                                                 |
| رمز الإنترنت                                              | .af                          | .fj                                                                  |
| المنطقة الزمنية                                           | ت ع م+04:30                  | ت ع م+12:00                                                          |

## منظمات دولية مشتركة
يشترك البلدان في عضوية مجموعة من المنظمات الدولية، منها:
| علم المنظمة | اسم المنظمة                               | تاريخ انضمام أفغانستان | تاريخ انضمام فيجي |
| ----------- | ----------------------------------------- | ---------------------- | ----------------- |
|             | الاتحاد البريدي العالمي                   | ?                      | ?                 |
|             | بنك التنمية الآسيوي                       | 1966                   | 1970              |
|             | يونسكو                                    | 4 مايو 1948            | 14 يوليو 1983     |
|             | وكالة ضمان الاستثمار متعدد الأطراف        | 16 يونيو 2003          | 24 سبتمبر 1990    |
|             | البنك الدولي للإنشاء والتعمير             | 14 يوليو 1995          | 28 مايو 1971      |
|             | الاتحاد الدولي للاتصالات                  | 12 أبريل 1928          | 5 مايو 1971       |
|             | مؤسسة التمويل الدولية                     | 23 سبتمبر 1957         | 12 يوليو 1979     |
|             | منظمة الشرطة الجنائية الدولية             | ?                      | ?                 |
|             | الأمم المتحدة                             | 19 نوفمبر 1946         | 13 أكتوبر 1970    |
|             | مؤسسة التنمية الدولية                     | 2 فبراير 1961          | 29 سبتمبر 1972    |
|             | منظمة حظر الأسلحة الكيميائية              | ?                      | ?                 |
|             | المركز الدولي لتسوية المنازعات الاستشارية | 25 يوليو 1968          | 10 سبتمبر 1977    |

## وصلات خارجية
- موقع وزارة الخارجية الأفغانية
- موقع وزارة الخارجية الفيجية